# Gerda Sredzki
Gerda Sredzki (geb. Weß; * 15. April 1917 in Berlin; † 1995 ebenda) war eine deutsche Widerstandskämpferin gegen den Nationalsozialismus der Saefkow-Jacob-Bästlein-Organisation, Polizeioffizierin und Hochschullehrerin in der DDR.

## Leben
Die Tochter eines Kraftfahrers wurde als fünftes von acht Kindern in Berlin-Prenzlauer Berg geboren. Nach dem Besuch der Volksschule 1931 war sie zunächst arbeitslos, dann Anlernling und Maschinenarbeiterin in einer Zigarettenfabrik. Sie besuchte eine Fortbildungsschule für ungelernte Arbeiterinnen und wurde im Oktober 1932 Mitglied des KJVD. Nach kurzzeitiger Arbeitslosigkeit wurde sie als Näherin in der Mützenfabrik Lubstein angelernt.
Am 25. Januar 1933 nahm sie an der letzten großen Kundgebung mit dem KPD-Vorsitzenden Ernst Thälmann teil und betätigte sich in der Folgezeit illegal in der Gruppe um Gerhard Sredzki gegen den Nationalsozialismus. Am 7. Dezember 1934 wurde sie mit Siegmund Sredzki und weiteren Genossen verhaftet und in das Frauengefängnis Barnimstraße eingeliefert. Am 12. November 1935 wurde sie im Prozess gegen „Sredzki und Genossen“ wegen Beteiligung an Vorbereitungen zum Hochverrat zu zehn Monaten Haft verurteilt. Durch die Anrechnung der Untersuchungshaft kam sie frei und wurde wieder in der Mützenfabrik Lubstein eingestellt. 1939 heiratete sie Gerhard Sredzki, der 1937 aus dem Gefängnis entlassen worden war. Gerhard Sredzki und seine Frau Gerda Sredzki setzten nach dem Kriegsausbruch in der Saefkow-Jacob-Bästlein-Organisation ihren Kampf gegen den Nationalsozialismus fort.
Durch die Vermittlung von Hedwig Walkowiak, Tante Hete genannt, einer perfekten Sekretärin, konnte sie sich in Abendkursen zur Kontoristin qualifizieren. Im Februar 1942 wurde Gerhard erneut verhaftet und nach der Hinrichtung seines Vaters im Oktober 1944 kurzzeitig entlassen. Er ging in die Illegalität und leistete aktiven Widerstand. Zur Gruppe, zu der Gerda Sredzki gehörte, kamen Dr. August Wolter und der damalige Hauptfeldwebel im Sanitätsdienst Friedrich Oberdoerster. Mit ihrer Hilfe gelang es, mit gefälschten Attesten aktive Widerstandskämpfer vom Kriegsdienst fernzuhalten. In der Laube von Hans Beyermann in der Heinersdorfer Kleingartenanlage erlebten sie im April 1945 den Einmarsch der Roten Armee.
Nach dem Krieg trat sie im Juni 1945 der KPD bei und wurde Jugendfunktionärin im Volksbildungsamt Berlin-Prenzlauer Berg unter der Bezirksrätin Marianne Lange. Ende 1945 wurde sie Jugendsekretärin der KPD-Verwaltungsbezirksleitung. Auf dem Vereinigungsparteitag der Berliner KPD und SPD am 14. April 1946 wurde sie in die Landesleitung Berlin der SED gewählt und arbeitete paritätisch mit Friedel Hoffmann im Jugendsekretariat der Landesleitung. Sie war im Juni 1946 Delegierte des I. Parlaments der FDJ in Brandenburg und besuchte ab Mitte 1946 für ein halbes Jahr die neugegründete SED-Parteihochschule in Bad Liebenwerda.
1948 wurde sie von der SED zur Deutschen Volkspolizei (DVP) delegiert und als Gehilfe für Jugendarbeit in der Hauptabteilung Polit-Kultur der Hauptverwaltung DVP eingesetzt. Im Mai 1949 wurde sie zum Mitglied des III. Deutschen Volkskongresses gewählt. Nach Gründung der DDR und Bildung des Ministeriums des Innern der DDR (MdI) blieb sie Politoffizierin im MdI. Ab 1952 war sie im Pass- und Meldewesen des MdI für die Kaderschulung zuständig. Im Juni 1952 wurde sie zum Mitglied des Büros des Zentralrates der FDJ gewählt.
1953 begann sie ein Studium an der Hochschule für Staat und Recht in Babelsberg, das sie 1955 mit der Befähigung zum Staatsanwalt und Richter abschloss. Anschließend wurde sie als Lehrerin an die Höhere Polizeischule in Berlin-Kaulsdorf berufen. Im Fernstudium wurde sie Diplomjuristin und als externe Studentin an der Karl-Marx-Universität legte sie ein Teilexamen als Hochschullehrerin ab. Ab 1963 war sie Leiterin des Lehrstuhls Theorie des Staates und des Rechts an der Hochschule der DVP. 1966 erkrankte sie für längere Zeit, verließ die Hochschule und kehrte nach ihrer Genesung ins MdI zurück, diesmal in die Verwaltung Strafvollzug. Als Oberstleutnant des Strafvollzugs a. D. ging sie nach ihrem 55. Geburtstag 1972 in Rente.
Im Juni 1974 wurde sie zur Vorsitzenden des Kreiskomitees Berlin-Prenzlauer Berg der antifaschistischen Widerstandskämpfer gewählt.

## Privates
Im Januar 1933 lernte sie den gleichaltrigen Gerhard Sredzki kennen, Sohn von Siegmund Sredzki, mit dem sie von 1939 bis 1948 verheiratet war. Nach der Geburt ihres Sohnes wurde die Ehe geschieden.

## Auszeichnungen
- 1963 Dr.-Theodor-Neubauer-Medaille in Gold
- 1964 Vaterländischer Verdienstorden in Bronze,[5] 1972 in Silber und später in Gold
- 1965 Artur-Becker-Medaille in Gold
- 1987 Ehrenspange zum Vaterländischen Verdienstorden in Gold